# Subaru 1000
Subaru 1000 – samochód osobowy produkowany przez japońską firmę Subaru w latach 1966-69. Był to pierwszy przednionapędowy model marki. Poprzednie samochody Subaru takie jak: 360, Sambar czy 450 posiadały montowane z tyłu silniki, które napędzały oś tylną.
1000 był to pierwszy model Subaru, do którego napędu użyto silnika o przeciwległych cylindrach (bardziej znanego jako bokser).

## Silnik
Subaru EA-52 1,0l OHV chłodzony wodą B4
- Pojemność: 72 mm x 60 mm, 997,2 cm³
- Moc: 55 hp przy 6000 obr./min
- Moment obrotowy: 77 N·m przy 3200 obr./min
- Stopień sprężania: 9:1
- Sposób zasilania: dwugardzielowy gaźnik

## Skrzynia biegów
Czterobiegowa manualna, napęd przenoszony na oś przednią.
- Przełożenia:
  - 1 bieg 4,000
  - 2 bieg 2,235
  - 3 bieg 1,543
  - 4 bieg 1,033
  - wsteczny 4,100
  - główne 4.125